# Clovia luederwaldti
Clovia luederwaldti är en insektsart som beskrevs av Schmidt 1922. Clovia luederwaldti ingår i släktet Clovia och familjen spottstritar. Inga underarter finns listade i Catalogue of Life.